# GREB1
GREB1‏ (Growth regulating estrogen receptor binding 1) هوَ بروتين يُشَفر بواسطة جين GREB1 في الإنسان.